# أبو حمزة
ناجي ماهر أبو سيف المعروف بـ أبي حمزة هو المتحدث الرسمي الإعلامي لسرايا القدس الجناح العسكري لحركة الجهاد الإسلامي في فلسطين، عُدَّ من أبطال الجهاد ضد الجيش الإسرائيلي، وكان من أوائل المطلوبين في قوائم الاغتيال الصهيونية نظراً لاعتباره الشريان الرئيسي للحرب النفسية والحرب الإعلامية التي تفرضها حركة الجهاد الإسلامي في فلسطين.
أغلق موقع التواصل الاجتماعي تويتر حسابه عدة مراتٍ، كان آخرها في 11 مايو (أيار) 2021؛ وذلك أثناء بعد ساعاتٍ من هدنة معركة سيف القدس.

## وفاته
أعلنت سرايا القدس، الجناح العسكري لحركة الجهاد الإسلامي، في 17 مارس (آذار) 2025 الموافق 17 رمضان 1446 هجريًا عن استشهاد أبو حمزة خلال عملية عسكرية. لم تُكشف تفاصيل وفاته بالكامل، لكن رحيله اعتُبر خسارة كبيرة لحركة المقاومة الفلسطينية.